# Station du Barioz
La station du Barioz est une station de sports d'hiver de France située en Isère, dans la chaîne de Belledonne, au-dessus du col du Barioz.
Elle est composée d'un secteur alpin et d'un domaine nordique pour le ski de fond et la raquette à neige sur les flancs des crêts Luisard et du Poulet. Limitée à un stade de neige, elle ne comporte aucun hébergement ni aucun équipement si ce n'est une salle hors-sac en bas des remontées mécaniques, un foyer pour l'association des activités nordiques qui propose un service de restauration et d'hébergement durant les vacances scolaires et le refuge du Crêt du Poulet situé sur le parcours des pistes de ski de fond et des itinéraires de raquette qui propose également un service de restauration.
Le domaine de Ski Alpin du Barioz (1360 - 1700 m) a été construit et aménagé par l'Association Ski Club du Barioz fondée en 1927. Après avoir utilisé les terrains de La Grange du Loup et du Carignon, la station a été transplantée au Grand Plan en 1974 sous l'impulsion de Marcel PRAMOTTON son président de 1971 à 2011. Le domaine alpin est entièrement géré par des bénévoles, le président actuel est Marc ROSSET.
À la suite de la loi Montagne le ski club exploite le domaine de Ski Alpin sous forme d'une DSP de la Commune de Crêts en Belledonne.
Le domaine est constitué de 3 remontées mécaniques :
- Le Grand Plan : téléski à pinces fixes Schippers (1981) longueur 800 m, dénivelé 340 m, 2,5 m/S
- Les sources : téléski à pinces fixes (1977) longueur 350 m, dénivelé 55 m.
- Marmotton : Télécorde de fabrication Ski Club de 1995 longueur 35 m.

Les pistes : La piste Rouge "Les Rhodos" de dénivelé 340 m est très prisées des clubs de compétition pour son côté technique. 
La piste noire non damée des Fougères permet de pratiquer un ski free ride.
L'achat en 2013 d'une dameuse à treuil a permis d'obtenir une qualité de damage équivalente à celle des grandes stations.
Domaine alpin très prisé par les familles pour son côté convivial, pour sa très grande salle hors sac (La Bergerie) et par le prix des forfaits (10 € le forfait journée pour la saison 2022 - 2023).